# Šiljomana
Šiljomana (cyr. Шиљомана) – wieś w Serbii, w okręgu toplickim, w gminie Blace. W 2011 roku liczyła 79 mieszkańców.